# Hélène Ségara
Hélène Ségara, született: Hélène Rizzo (Six-Fours-les-Plages, 1971. február 26. –) francia énekesnő.

## Élete
1971. február 26-án született. Édesapja olasz, édesanyja örmény származású volt. 1996-ban jelent meg első lemeze. Nemzetközi szinten 1997-ben lett ismert, Vivo per lei című duettjével, amit Andrea Bocellivel énekelt. Ezután ő volt Esmeralda a Richard Cocciante féle Notre-Dame de Paris musicalben. 1999-ben az izraeli Noát választották helyette Esmeralda szerepére. 2000-ben megjelent Au nom d'une femme című albuma volt az énekesnő addigi legtöbb példányban eladott albuma, csaknem 2 millió példányt adtak el belőle. Emiatt az album gyémántlemez lett. 2003 márciusában adta ki harmadik albumát Humaine címmel. Az album híres dalai: a szintén népszerű Laura Pausinivel készített On n'oubile jamais rien on vit avec duettje és a L'amour est un soleil című dala. Azóta három albumot adott ki. Legközelebbi albuma 2008-ban jelenik meg. Franciaországban és Kanadában rendkívül népszerű. Magyarországon viszont teljesen ismeretlen.

## Albumok
- 1999 : Cœur de verre
- 2000 : Au nom d'une femme
- 2001 : En concert à l'Olympia
- 2002 : Hélène (spanyol nyelven)
- 2003 : Humaine
- 2004 : Ailleurs comme ici (best of album)
- 2006 : Quand l'éternité…
- 2007 : les 50 plus belles chansons

## Külső hivatkozások
- Hélène Segara hivatalos honlapja (franciául)